# Eleição municipal de Juiz de Fora em 2016
A eleição municipal de Juiz de Fora em 2016 ocorreu no dia 2 de outubro e o 2º turno no dia 30 de outubro de 2016 com o objetivo de eleger um prefeito, um vice-prefeito e 19 vereadores no município de Juiz de Fora, no Estado de Minas Gerais, Brasil.
O candidato à prefeitura Bruno Siqueira, do PMDB, foi eleito no segundo turno com 57.87% dos votos válidos, tendo como vice, o médico Antônio Almas, indicado pelo Partido da Social Democracia Brasileira (PSDB) . O prefeito disputou o cargo com Margarida Salomão (PT), Noraldino (PSC), Wilson Rezato (PSB), Lafayette (PSD), Maria Angela (PSOL) e Victoria Mello Vic (PSTU). Dos 19 candidatos eleitos para vereadores, a mais bem votado foi Delegada Sheila (PTC), com 9,921 votos (3.66% dos votos válidos). 

## Antecedentes
O prefeito Bruno Siqueira seguiu para o seu segundo mandato, mantendo a hegemonia do O Partido do Movimento Democrático Brasileiro (PMDB) no município a 30 anos. Em 2012 o prefeito foi eleito, também no 2º turno, com 163.686 votos (57,16% dos votos válidos) derrotando novamente a candidata Margarida Salomão (PT) com 122.684 votos (42,84% dos votos válidos).
Segundo a pesquisa encomendada pela TV Integração, o candidato à reeleição, Bruno Siqueira (PMDB), aparecia em primeiro lugar com 30% das intenções de votos. Em seguida, Margarida Salomão (PT) com 26%, e Noraldino Jr. (PSD) com 15%. A pesquisa foi realizada entre os dias 13 e 15 de setembro de 2016, e foi registrada no Tribunal Regional Eleitoral de Minas Gerais (TRE-MG) sob o protocolo MG-05986/2016.

## Eleitorado

Mapa localizando o município de Juiz de Fora

Na eleição de 2016, no primeiro turno, 79,96% dos eleitores de Juiz de Fora compareceu às urnas, entre o total de votos válidos (265.837); 11, 08% (35.029) foram nulos e 4,85% (15.325) foram brancos.
Para o segundo turno, 77,24% dos eleitores de Juiz de Fora compareceu às urnas, entre o total de votos válidos (261.253); 10,68% (32.613) foram nulos e 3,78% (11.556) foram brancos.

## Candidatos
Houve sete candidatos à prefeitura em 2016: Bruno Siqueira (PMDB), Margarida Salomão (PT), Noraldino (PSC), Wilson Rezato (PSB), Lafayette (PSD), Maria Angela (PSOL) e Victoria Mello (PSTU).
| Candidato(a)       | Vice              | Partido | Número | Coligação                                                                          |
| ------------------ | ----------------- | ------- | ------ | ---------------------------------------------------------------------------------- |
| Bruno Siqueira     | Antônio Almas     | PMDB    | 15     | "Pro Futuro e Agora" (PMDB / PSDB / PV / PRB / PP / PPL / PTB)                     |
| Margarida Salomão  | Chico Evangelista | PT      | 13     | "Viva Juiz de Fora" (PT / PROS / PC do B)                                          |
| Noraldino          | Claudio Dornelas  | PSC     | 20     | "Juiz de Fora mais humana" (PSC / PHS / PTN / PEN / PMB / PR)                      |
| Wilson Rezato      | Aloisio           | PSB     | 40     | "A mudança esta em suas mão" (PSB / PRP / PT do B / PSDC / DEM)                    |
| Lafayette          | Eduardo Lucas     | PSD     | 55     | "Pra melhorar Juiz de Fora" (PSD / PTC / PMN / PPS / PDT / PRTB / SD / REDE / PSL) |
| Maria Angela       | Rubens Ragone     | PSOL    | 50     | "Frente Popular Socialista" (PCB / PSOL)                                           |
| Victoria Mello Vic | Carneiro          | PSTU    | 16     | (PSTU)                                                                             |

## Campanha
Durante a campanha o candidato Bruno Siqueira enfrentou duras criticas ao seu governo, mas o alto índice de rejeição do Partido dos Trabalhadores (54%; de acordo com o Instituto de Pesquisas Doxa), e a polarização do cenário politico nacional entre o PT e PMDB, deixou a candidata petista, Margarida Salomão, com poucas chances de vitória.
Siqueira explorou a alta rejeição do partido de oposição, reforçando principalmente os problemas na administração da ex-presidente Dilma Rousseff (PT), que na época enfrentava a maior crise do seu governo.

### Debates
A TV Integração, afiliada da Rede Globo, transmitiu no dia 29 de setembro, o debate entre candidatos à Prefeitura de Juiz de Fora, para o primeiro turno. O programa contou com a presença dos candidatos: Bruno Siqueira (PMDB), Lafayette (PSD), Margarida Salomão (PT), Noraldino (PSC) e Wilson Rezato (PSB).
No segundo turno, o debate também foi realizado no dia 28 de outubro, pela TV Integração. O programa contou com a presença do candidato eleito do PMDB, Bruno Siqueira e da candidata eleita do PT, Margarida Salomão.

## Resultados

### Prefeito
No dia 30 de outubro de 2016, o candidato à prefeitura Bruno Siqueira (PMDB) foi eleito no 2° turno com 57.87% dos votos.

#### 1º Turno
| Candidato(a)           | Vice                   | 1º Turno 2 de outubro de 2016 | 1º Turno 2 de outubro de 2016 |
| Candidato(a)           | Vice                   | Votação                       | Votação                       |
|                        |                        | Total                         | Porcentagem                   |
| ---------------------- | ---------------------- | ----------------------------- | ----------------------------- |
| Bruno Siqueira         | Antônio Almas          | 103.872                       | 39,07 %                       |
| Margarida Salomão      | Chico Evangelista      | 59.506                        | 22,38 %                       |
| Noraldino              | Claudio Dornelas       | 47.110                        | 17,72%                        |
| Wilson Rezato          | Aloisio                | 44.708                        | 16,82%                        |
| Lafayette              | Eduardo Lucas          | 6.259                         | 2,35%                         |
| Maria Angela           | Rubens Ragone          | 2.744                         | 1,03%                         |
| Victoria Mello Vic     | Carneiro               | 1.638                         | 0,62%                         |
| Total de votos válidos | Total de votos válidos | 265.837                       | 84,07%                        |
| Votos em branco        | Votos em branco        | 15.325                        | 4,85%                         |
| Votos nulos            | Votos nulos            | 35.029                        | 11,08%                        |
| Total                  | Total                  | 316.191                       | 100%                          |
| Abstenções             | Abstenções             | 79.234                        | 20,04%                        |

##### 2º Turno
| Candidato(a)           | Vice                   | 2º Turno 7 de outubro de 2012 | 2º Turno 7 de outubro de 2012 |
| Candidato(a)           | Vice                   | Votação                       | Votação                       |
|                        |                        | Total                         | Porcentagem                   |
| ---------------------- | ---------------------- | ----------------------------- | ----------------------------- |
| Bruno Siqueira         | Antônio Almas          | 151.194                       | 57,87 %                       |
| Margarida Salomão      | Chico Evangelista      | 110.059                       | 42,13 %                       |
| Total de votos válidos | Total de votos válidos | 261.253                       | 85,54%                        |
| Votos em branco        | Votos em branco        | 11.556                        | 3,78%                         |
| Votos nulos            | Votos nulos            | 32.613                        | 10,68%                        |
| Total de votos         | Total de votos         | 305.422                       | 100%                          |
| Abstenções             | Abstenções             | 90.003                        | 22,76%                        |

### Vereador
Foram eleitos 19 vereadores. Dos 271.288 votos válidos, 27.888 foram nulos (8,82%) e 17.015 foram brancos (5,38%).
| Resultado da eleição para a Câmara Municipal de Juiz de Fora em 2016 por candidato eleito | Resultado da eleição para a Câmara Municipal de Juiz de Fora em 2016 por candidato eleito | Resultado da eleição para a Câmara Municipal de Juiz de Fora em 2016 por candidato eleito | Resultado da eleição para a Câmara Municipal de Juiz de Fora em 2016 por candidato eleito | Resultado da eleição para a Câmara Municipal de Juiz de Fora em 2016 por candidato eleito | Resultado da eleição para a Câmara Municipal de Juiz de Fora em 2016 por candidato eleito |
| Candidato                                                                                 | Número                                                                                    | Partido                                                                                   | Votos                                                                                     | Porcentagem                                                                               |                                                                                           |
| ----------------------------------------------------------------------------------------- | ----------------------------------------------------------------------------------------- | ----------------------------------------------------------------------------------------- | ----------------------------------------------------------------------------------------- | ----------------------------------------------------------------------------------------- | ----------------------------------------------------------------------------------------- |
| Delegada Sheila                                                                           | 36123                                                                                     | PTC                                                                                       | 9,921                                                                                     | 3,66%                                                                                     |                                                                                           |
| Ana do Padre Frederico                                                                    | 15610                                                                                     | PMDB                                                                                      | 7.300                                                                                     | 2,69%                                                                                     |                                                                                           |
| Betão                                                                                     | 13013                                                                                     | PT                                                                                        | 6.001                                                                                     | 2,21%                                                                                     |                                                                                           |
| Marlon Siqueira                                                                           | 15622                                                                                     | PMDB                                                                                      | 5.792                                                                                     | 2,14%                                                                                     |                                                                                           |
| Cido                                                                                      | 40456                                                                                     | PSB                                                                                       | 4.986                                                                                     | 1,84%                                                                                     |                                                                                           |
| Rodrigo Mattos                                                                            | 45678                                                                                     | PSDB                                                                                      | 4.401                                                                                     | 1,62%                                                                                     |                                                                                           |
| Pardal                                                                                    | 36661                                                                                     | PTC                                                                                       | 4.387                                                                                     | 1,62%                                                                                     |                                                                                           |
| João Coteca                                                                               | 22733                                                                                     | PR                                                                                        | 4.068                                                                                     | 1,50%                                                                                     |                                                                                           |
| Dr. Fiorilo (Dr. Zezito)                                                                  | 36500                                                                                     | PTC                                                                                       | 3.616                                                                                     | 1,33%                                                                                     |                                                                                           |
| Dr. Antonio Aguiar                                                                        | 15454                                                                                     | PMDB                                                                                      | 3.531                                                                                     | 1,30%                                                                                     |                                                                                           |
| Kennedy                                                                                   | 15789                                                                                     | PMDB                                                                                      | 3.441                                                                                     | 1,27%                                                                                     |                                                                                           |
| Ze Marcio (Garotinho)                                                                     | 43043                                                                                     | PV                                                                                        | 3.430                                                                                     | 1,26%                                                                                     |                                                                                           |
| Andre Mariano                                                                             | 20444                                                                                     | PSC                                                                                       | 3.292                                                                                     | 1,21%                                                                                     |                                                                                           |
| Vagner de Oliveira                                                                        | 20369                                                                                     | PSC                                                                                       | 3.152                                                                                     | 1,16%                                                                                     |                                                                                           |
| Charlles Evangelista                                                                      | 11789                                                                                     | PP                                                                                        | 2.625                                                                                     | 0,97%                                                                                     |                                                                                           |
| Castelar                                                                                  | 13221                                                                                     | PT                                                                                        | 2.545                                                                                     | 0,94%                                                                                     |                                                                                           |
| Julio 'Obama Jr'                                                                          | 31456                                                                                     | PHS                                                                                       | 2.534                                                                                     | 0,93%                                                                                     |                                                                                           |
| Sargento Mello (Casal)                                                                    | 14456                                                                                     | PTB                                                                                       | 2.306                                                                                     | 0,85%                                                                                     |                                                                                           |
| Dr. Adriano Miranda                                                                       | 31200                                                                                     | PHS                                                                                       | 1.954                                                                                     | 0,72%                                                                                     |                                                                                           |

## Análises
Os 100 primeiros dias de mandato do prefeito eleito Bruno Siqueira foram marcados por muitas mudanças em Juiz de Fora, entre elas um novo plano de educação, que movimentou a câmera municipal da cidade. Em entrevista ao site G1, o atual prefeito declarou: “Eu prefiro fazer uma avaliação, não só dos três meses de 2017, mas de 4 anos e 4 meses, porque muitas das ações que nós estamos implementando hoje foram iniciadas em períodos passados”. Bruno Siqueira e o vice Antônio Almas iniciaram seus mandatos no dia 1 de janeiro de 2016.